# 東部鐵路後續改善計畫
東部鐵路後續改善計畫（冬山站提高改建工程），簡稱東改後續計畫，是臺灣鐵路管理局宜蘭線的一個改善計畫，由交通部鐵路改建工程局於2009年3月興建完成。

## 背景
交通部鐵路改建工程局為配合宜蘭縣政府發展觀光事業，全力推動冬山森林公園之闢建，提升縣民生活品質，及為解決現存冬山車站南端南興、東城二、東城一等三處鐵路平交道交通間問題，因冬山站內銜接力霸及台塑二條支線，日常列車通過及支線貨車調度頻繁，以致平交道經常長時間被火車遮斷，而無替代通道，影響地方交通，計畫將冬山車站及前後路段提高，以消除平交道來提升行車安全。總經費約28.66億元，並將規劃定名為「東部鐵路後續改善計畫（冬山站提高改建工程）」(簡稱：東改後續計畫)。

## 計畫內容

### 計畫概要
- 計畫期程：民國92年7月～98年3月
- 計畫範圍：自冬山站北方至新馬站北方，全長約5.74公里。

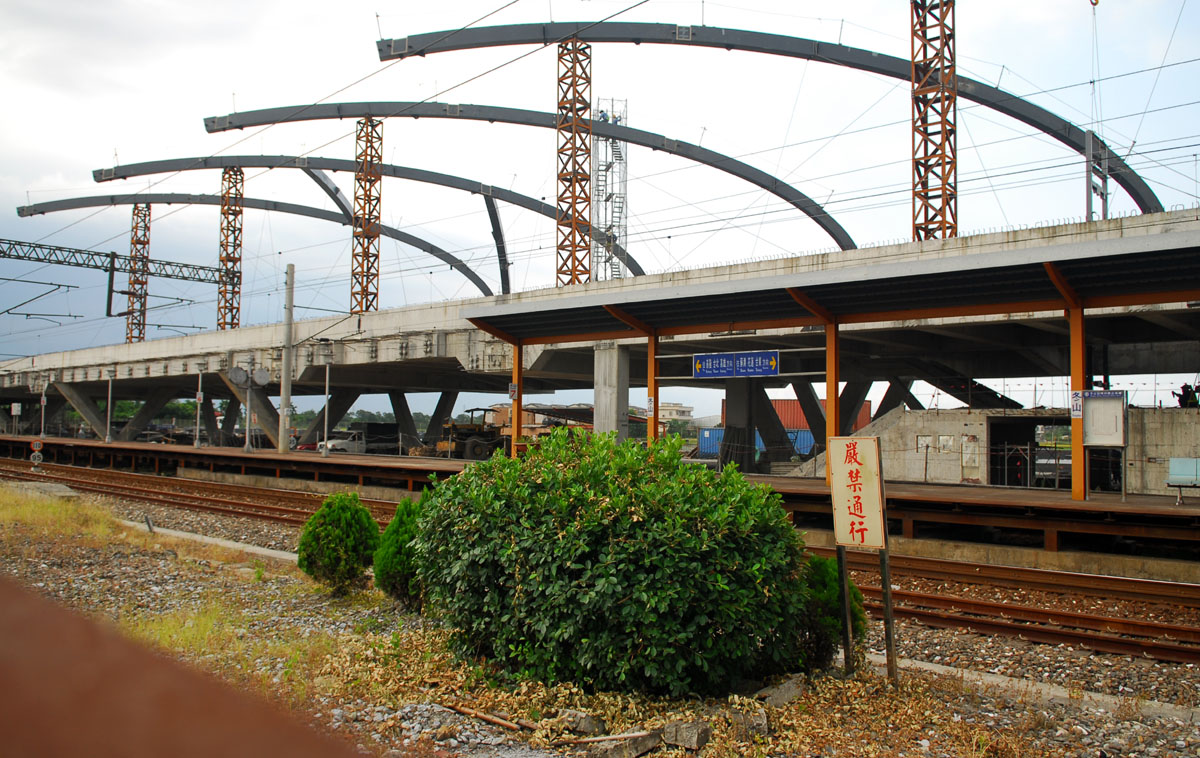
正在興建中的冬山站

- 工程項目：正在興建中的冬山站將冬山站場提高改建，以消除冬山市街之三座平交道，並配合宜蘭縣政府之森林公園工程，將鐵路改線並提高，使森林公園能完整興建。 
  - 便線工程：拆除股道、新建臨時月台、雨棚、路基，軌道及便橋施作。
  - 站場工程：冬山站場提高改建：含車站新建及站場週邊設施。
  - 橋梁工程：興建武荖坑溪鋼構橋、冬山河橋、楓樹溪橋等橋樑。
  - 後續工程：拆除舊橋梁及軌道，興建自行車道。

### 計畫效益
- 消除平交道，提升鐵公路行車安全。
- 創造都市意象，詮釋車站文化與地方特色。
- 消彌都市阻隔，提高都市土地利用價值。

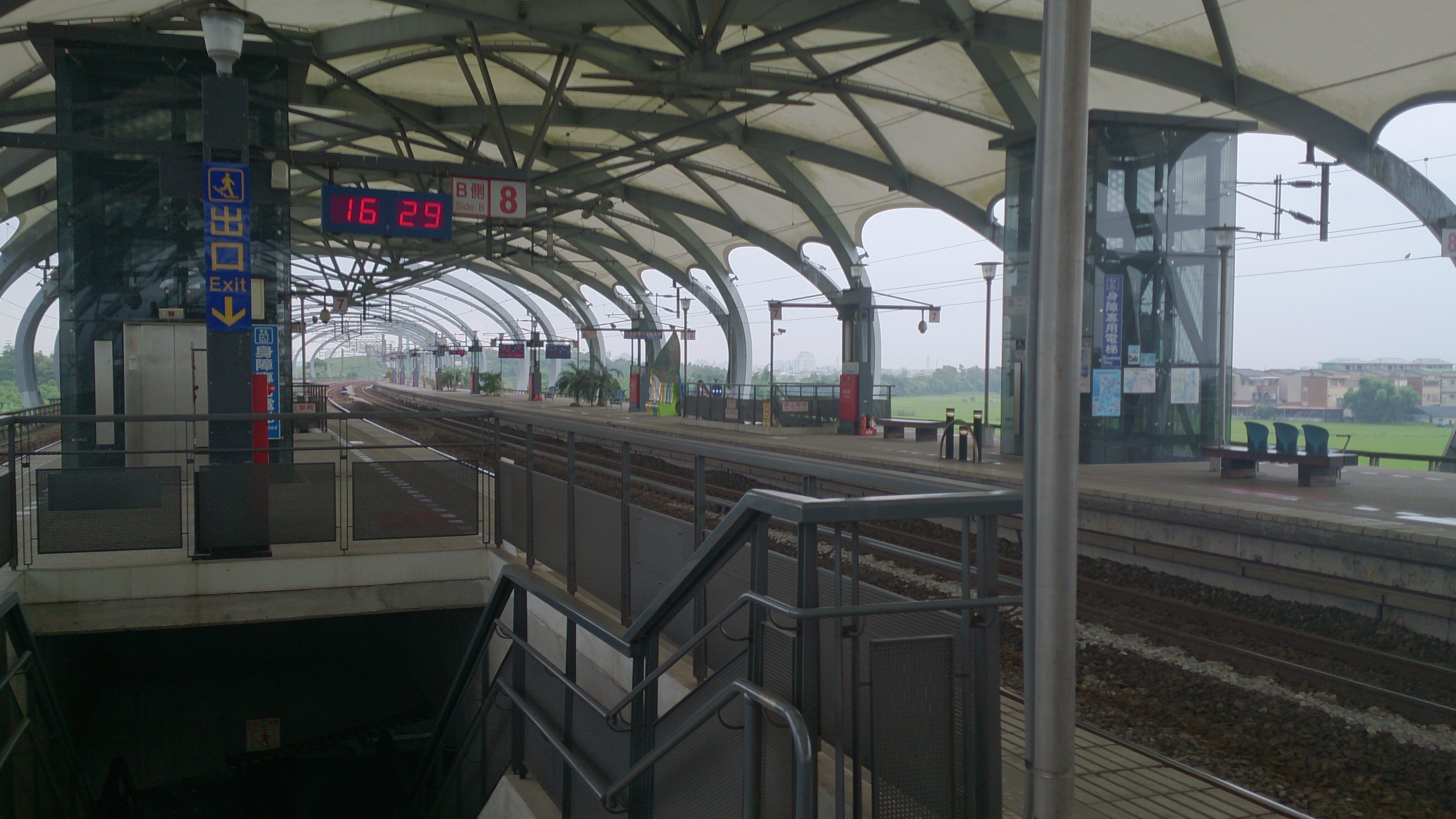
完工後冬山車站高架月台

- 配合森林公園計畫，作為冬山河流域旅遊門戶，促進地方繁榮。

## 沿革
- 民國92年1月，重新整合站場土建、車站建築、支線改建及配合車站北側森林公園路段鐵路提高等相關工程一併規劃。
- 民國92年6月3日，奉行政院核定，並將冬山站建築外觀及自行車道、人行步道聯結冬山河森林公園一併納入計畫內考量。
- 民國96年12月26日，東、西正線完成切換通車，除站內西側線尚未完工其餘已完工。
- 民國98年3月31日，全案正式完工。

## 車站
| 東改後續計畫 |          |      |        |        |
| 冬山         | Dongshan | 高架 | 宜蘭縣 | 冬山鄉 |

## 移除的穿越鐵路設施
- 平交道：南興路、東城（二）、東城（一）

## 相關項目
- 宜蘭鐵路高架化計畫